# César Augusto Jattin
César Augusto Jattin Feris (Sincelejo, Sucre, 27 de febrero de 1962) fue un político y empresario colombiano con ascendencia libanesa.
Fue escogido por elección popular para integrar la Asamblea Departamental (Colombia) del departamento de Córdoba en tres ocasiones, siendo nombrado presidente de la misma igual número de veces (1990, 1991 y 2002).

## Biografía
Nació el 27 de febrero de 1962 en Sincelejo, Sucre, Colombia.
Casado con Emilia Buvoli Sossa, de cuya unión nacieron Angela Jattin Buvoli, Emilia Jattin Buvoli y César Jattin Buvoli.
Falleció el 25 de julio de 2021 en Montería, Córdoba (Colombia) a causa de complicaciones relacionadas con el COVID-19.